# Velutia
Velutia es un género de escarabajos de la familia Buprestidae.

## Especies
- Velutia amplicollis Cobos, 1976
- Velutia elegantula Cobos, 1976
- Velutia sericea Kerremans, 1900
- Velutia zischkai (Cobos, 1961)